# Francesco Cariello
Francesco Cariello (Bitonto, 3 mai 1975) est un homme politique italien.

## Biographie
En 2013, il est élu député de la circonscription Pouilles pour le Mouvement 5 étoiles.